# Mario Choc
Mario Alberto Choc Choc (ur. 2003) – gwatemalski zapaśnik walczący w stylu klasycznym. Brązowy medalista mistrzostw panamerykańskich w 2024 roku